# Стам, Ян
Йоханнес Лауренс Герардюс (Ян) Стам (нидерл. Johannes Laurens Gerardus "Jan" Stam; 4 марта 1913, Амстердам — 11 мая 1981, там же) — нидерландский бейсболист и футболист. В 1930-е годы играл за бейсбольный клуб «Аякс», а также выступал за футбольную команду этого клуба на позиции нападающего.
В составе бейсбольной сборной Нидерландов провёл два матча.

## Спортивная карьера

### Бейсбол
С середины 1932 года Стам выступал за бейсбольную команду «Аякса», а также играл за сборную Амстердама на позиции левого крайнего. В августе 1934 года он был вызван в сборную Нидерландов на товарищеский матч с бельгийцами. Матч состоялся 26 августа в Харлеме и завершился победой Нидерландов со счётом 21:12 — это был первый официальный международный матч для нидерландцев. В ответной игре в Антверпене, состоявшейся 23 сентября, бельгийцы одержали победу 19:17.

### Футбол
В 1933 году Ян впервые сыграл за футбольную команду «Аякса». В чемпионате он дебютировал 17 сентября в матче с АДО, заменив в середине второго тайма нападающего Пита ван Ренена. Встреча завершилась победой амстердамцев — 1:4. Это была единственная игра Стама в том сезоне.
Лишь два года спустя, 17 декабря 1935 года, нападающий сыграл свой второй матч за клуб, выйдя в стартовом составе в кубковой встрече с ВЮК. Свой первый гол за «красно-белых» Ян забил 17 мая 1936 года в матче с НАК. Через месяц он забил два гола и сделал четыре голевых паса в матче с «Фейеноордом», завершившимся со счётом 3:6 в пользу «Аякса». В сезоне 1935/36 Стам сыграл 5 матчей в чемпионате и отличился тремя голами.
За семь сезонов в клубе Стам сыграл в чемпионате 50 матчей и отличился 12 голами, дважды он выигрывал национальный чемпионат. В последний раз в составе «красно-белых» он выходил на поле 1 декабря 1940 года в матче с ДОС.

## Личная жизнь
Ян родился в марте 1913 года в Амстердаме. Отец — Лауренс Герардюс Стам, мать — Гесина Катарина Рамакер. Оба родителя были родом из Амстердама, они поженились в мае 1902 года — на момент женитьбы отец работал огранщиком алмазов. В их семье воспитывалось ещё пятеро детей: две дочери и три сына.
Женился в возрасте тридцати лет — его супругой стала 22-летняя Диювке Рейндерсма, уроженка Амстердама. Их брак был зарегистрирован 13 мая 1943 года в Димене. В браке родилось четверо детей: два сына и две дочери.
Умер 11 мая 1981 года в Амстердаме в возрасте 68 лет.

## Статистика по сезонам
| Клуб | Сезон   | Чемпионат Нидерландов | Чемпионат Нидерландов | Кубок Нидерландов | Кубок Нидерландов | Итого | Итого |
| Клуб | Сезон   | Игры                  | Голы                  | Игры              | Голы              | Игры  | Голы  |
| ---- | ------- | --------------------- | --------------------- | ----------------- | ----------------- | ----- | ----- |
| Аякс | 1933/34 | 1                     | 0                     |                   |                   | 1     | 0     |
| Аякс | 1935/36 | 5                     | 3                     | 1                 | 0                 | 6     | 3     |
| Аякс | 1936/37 | 22                    | 4                     |                   |                   | 22    | 4     |
| Аякс | 1937/38 | 6                     | 1                     | ?                 | ?                 | 6     | 1     |
| Аякс | 1938/39 | 5                     | 1                     |                   |                   | 5     | 1     |
| Аякс | 1939/40 | 9                     | 1                     |                   |                   | 9     | 1     |
| Аякс | 1940/41 | 2                     | 2                     |                   |                   | 2     | 2     |
| Аякс | Итого   | 50                    | 12                    | 1                 | 0                 | 51+   | 12+   |

## Достижения
- Чемпион Нидерландов: 1935/36, 1936/37